# Guatteriopsis ramiflora
Espèce
Synonymes
- Guatteria ramiflora Guatteriopsis ramiflora D.R.Simpson (préféré par NCBI)[2]
- Guatteriopsis ramiflora D.R.Simpson[3]
- Guatteriopsis ramiflora[2]

Statut de conservation UICN

 VU D2 : Vulnérable
Guatteriopsis ramiflora est une espèce de plantes de la famille des Annonaceae.

## Publication originale
- Phytologia 51: 305–306. 1982.